# Ponderosa (serial telewizyjny)
Ponderosa – amerykański western familijny, emitowany oryginalnie od września 2001 do maja 2002; prequel pamiętnej Bonanzy.
W odróżnieniu od oryginału, Ponderosa była serialem łagodniejszym, adresowanym do całych rodzin, z mniejszą liczbą elementów typowo westernowych, co przypisywało się faktowi, że współtworzyła ją Beth Sullivan, autorka innego westernu familijnego; Doktor Quinn.
Wbrew oczekiwaniom, Ponderosa nie odniosła większego sukcesu, a jej produkcję przerwano po pierwszym sezonie. Winę przypisywano nie tylko niskiej oglądalności, ale i wysokim kosztom produkcji, które z uwagi na przeniesienie planu do Australii i tak były niższe od spodziewanych. W roku 2004 serial został wydany na nośnikach DVD.

## Obsada
- Daniel Hugh Kelly jako Ben Cartwright
- Matthew Carmody jako Adam Cartwright
- Drew Powell jako Hoss Cartwright
- Jared Daperis jako Joe Cartwright
- Brad Dourif jako Frenchy
- Josephine Byrnes jako Margaret Green
- Fernando Carrillo jako Carlos Rivera de Vega
- Sara Gleeson jako Tess Greene
- Nicky Wendt jako Shelby Sterritt
- Gareth Yuen jako Hop Sing
- Marcella Toro jako Isabella Maria Rivera de Vega (odcinki 6–7)
- Jaqueline Aries jako Isabella Maria Rivera de Vega (odcinki 10-16)
- Peter Stefanou jako Jorge

i inni

## Nagrody
- 2002: ALMA Awards – nominacja dla Ricka Najery za wyróżniający się scenariusz odcinka serialu dramatycznego lub komediowego (odcinek: „The Legend of John Riley”)
- 2002: Young Artist Awards – nominacja dla Jareda Daperisa jako najlepszego młodego aktora drugoplanowego w serialu dramatycznym

## Spis odcinków
1. Pilot cz.1
2. Pilot cz.2
3. Joaquin
4. Bare Knuckles
5. Promise
6. Homeland
7. Quarantine
8. Secrets and Lies
9. The Legend of John Riley
10. Brother vs Brother
11. Where the Heart Is
12. Treasure
13. Spoils of War
14. A Time to Win
15. Blind Faith
16. Lesser of Evils
17. Comes a Horse
18. Grown Ups
19. Samson and Hercules
20. Fugitive